# Zhang Binbin
Zhang Binbin (chino, 张彬彬; nacida el 23 de febrero de 1989 en Xiang'an, Xiamen) es una tiradora deportiva china. Representó a su país en los Juegos Olímpicos de 2016, donde ganó la medalla de oro en el rifle tres posiciones 50 m.